# Challenger Cup de Voleibol Feminino de 2022
A Challenger Cup de Voleibol Feminino de 2022 foi a 3.ª edição deste torneio anual com promoção da Federação Internacional de Voleibol (FIVB) para a Liga das Nações. O torneio foi sediado em Zadar, na Croácia, de 28 a 31 de julho.
Após vitória por 3 sets a 1 sobre a Bélgica, a seleção anfitriã conquistou seu primeiro título da competição e substituirá as próprias belgas — última equipe desafiante na Liga das Nações de 2022 — na edição de 2023. Na disputa pelo terceiro lugar, Porto Rico venceu a Colômbia por 3 sets a 1.

## Participantes
As seguintes seleções foram qualificadas para a Challenger Cup de 2022.
| Equipe      | Qualificação                         | Qualificação                         | Última aparição |
| ----------- | ------------------------------------ | ------------------------------------ | --------------- |
| Croácia     | País-sede                            | País-sede                            | 2018            |
| Porto Rico  | Melhor ranqueado                     | NORCECA                              | 2018            |
| Colômbia    | Melhor ranqueado                     | CSV                                  | 2018            |
| Cazaquistão | Melhor ranqueado                     | AVC                                  | Estreante       |
| Chéquia     | Melhor ranqueado                     | CEV                                  | 2019            |
| Camarões    | Melhor ranqueado                     | CAVB                                 | Estreante       |
| França      | Campeã da Liga Europeia Ouro de 2022 | Campeã da Liga Europeia Ouro de 2022 | Estreante       |
| Bélgica     | Rebaixada da Liga das Nações de 2022 | Rebaixada da Liga das Nações de 2022 | Estreante       |

## Regulamento
O torneio foi disputado em sistema eliminatório, em partidas únicas, composto por quartas de final, semifinais, disputa pelo terceiro lugar e final. A seleção anfitriã do torneio teve vaga garantida para o torneio e ficou na primeira posição. As sete equipes restantes foram alocadas da 2ª à 8ª posições de acordo com o ranking mundial da FIVB em 3 de julho de 2022.
Os perdedores das quartas de final foram eliminados e ordenados de 5º a 8º na classificação final de acordo com os critérios de desempate entre as equipes.
A equipe campeã garantiu vaga para a Liga das Nações de 2023.

## Local
| Zadar, Croácia      |
| Krešimir Ćosić Hall |
| ------------------- |
|                     |
| Capacidade: 8 600   |

## Resultados
|  | Quartas de final | Quartas de final |             |          | Semifinais     | Semifinais     |  |  | Final       | Final |
|  |                  |                  |             |          |                |                |  |  |             |       |
|  | 28 de julho      |                  |             |          |                |                |  |  |             |       |
|  |                  |                  |             |          |                |                |  |  |             |       |
|  | Croácia          | 3                |             |          |                |                |  |  |             |       |
|  | Croácia          | 3                | 30 de julho |          |                |                |  |  |             |       |
|  | Cazaquistão      | 0                |             |          |                |                |  |  |             |       |
|  | Cazaquistão      | 0                | Croácia     | 3        |                |                |  |  |             |       |
|  | 29 de julho      |                  | Croácia     | 3        |                |                |  |  |             |       |
|  |                  | Porto Rico       | 1           |          |                |                |  |  |             |       |
|  | Porto Rico       | Porto Rico       | 1           | 3        |                |                |  |  |             |       |
|  | Porto Rico       |                  | 31 de julho | 3        |                |                |  |  |             |       |
|  | Camarões         | 0                |             |          |                |                |  |  |             |       |
|  | Camarões         | 0                | Croácia     | 3        |                |                |  |  |             |       |
|  | 29 de julho      |                  | Croácia     | 3        |                |                |  |  |             |       |
|  |                  | Bélgica          | 1           |          |                |                |  |  |             |       |
|  | Colômbia         | Bélgica          | 1           | 3        |                |                |  |  |             |       |
|  | Colômbia         | 30 de julho      |             | 3        |                |                |  |  |             |       |
|  | França           | 2                |             |          |                |                |  |  |             |       |
|  | França           | 2                | Colômbia    | 1        | Terceiro lugar | Terceiro lugar |  |  |             |       |
|  | 28 de julho      |                  | Colômbia    | 1        | Terceiro lugar | Terceiro lugar |  |  |             |       |
|  |                  | Bélgica          | 3           |          |                |                |  |  |             |       |
|  | Bélgica          | Bélgica          | 3           | 3        | Porto Rico     | 3              |  |  |             |       |
|  | Bélgica          |                  |             | 3        | Porto Rico     | 3              |  |  |             |       |
|  | Chéquia          | 0                |             | Colômbia | 1              |                |  |  |             |       |
|  | Chéquia          | 0                |             |          | 1              |                |  |  |             |       |
|  |                  |                  |             |          |                |                |  |  | 31 de julho |       |
|  |                  |                  |             |          |                |                |  |  |             |       |

- Todas as partidas seguem o horário local (UTC+2).

### Quartas de final
| Data   | Hora  |            | Placar |             | Set 1 | Set 2 | Set 3 | Set 4 | Set 5 | Total | Relatório |
| ------ | ----- | ---------- | ------ | ----------- | ----- | ----- | ----- | ----- | ----- | ----- | --------- |
| 28 jul | 17:00 | Bélgica    | 3–0    | Chéquia     | 25–18 | 25–23 | 25–15 |       |       | 75–56 | Relatório |
| 28 jul | 20:00 | Croácia    | 3–0    | Cazaquistão | 25–20 | 25–15 | 25–20 |       |       | 75–55 | Relatório |
| 29 jul | 17:00 | Colômbia   | 3–2    | França      | 25–17 | 25–16 | 22–25 | 11–25 | 16–14 | 99–97 | Relatório |
| 29 jul | 20:00 | Porto Rico | 3–0    | Camarões    | 25–0  | 25–0  | 25–0  |       |       | 75–0  | Relatório |

### Semifinais
| Data   | Hora  |          | Placar |            | Set 1 | Set 2 | Set 3 | Set 4 | Set 5 | Total | Relatório |
| ------ | ----- | -------- | ------ | ---------- | ----- | ----- | ----- | ----- | ----- | ----- | --------- |
| 30 jul | 17:00 | Colômbia | 1–3    | Bélgica    | 25–21 | 20–25 | 21–25 | 16–25 |       | 82–96 | Relatório |
| 30 jul | 20:00 | Croácia  | 3–1    | Porto Rico | 26–24 | 25–17 | 23–25 | 25–17 |       | 99–83 | Relatório |

### Terceiro lugar
| Data   | Hora  |            | Placar |          | Set 1 | Set 2 | Set 3 | Set 4 | Set 5 | Total  | Relatório |
| ------ | ----- | ---------- | ------ | -------- | ----- | ----- | ----- | ----- | ----- | ------ | --------- |
| 31 jul | 17:00 | Porto Rico | 3–1    | Colômbia | 27–25 | 23–25 | 25–23 | 25–18 |       | 100–91 | Relatório |

### Final
| Data   | Hora  |         | Placar |         | Set 1 | Set 2 | Set 3 | Set 4 | Set 5 | Total | Relatório |
| ------ | ----- | ------- | ------ | ------- | ----- | ----- | ----- | ----- | ----- | ----- | --------- |
| 31 jul | 20:00 | Croácia | 3–1    | Bélgica | 25–20 | 21–25 | 25–22 | 25–21 |       | 96–88 | Relatório |

## Classificação final
| Campeão | Vice-campeão | Terceiro lugar |
| CroáciaMika Grbavica · Ema Strunjak · Božana Butigan · Klara Perić · Laura Miloš · Lucija Mlinar · Dijana Karatović · Beta Dumančić · Josipa Marković · Samanta Fabris · Martina Šamadan · Lea Deak · Izabela Štimac · Natalia Tomić | BélgicaElise Van Sas · Britt Herbots · Nathalie Lemmens · Jodie Guilliams · Celine Van Gestel · Nel Demeyer · Pauline Martin · Charlotte Krenicky · Marlies Janssens · Jutta Van de Vyver · Britt Rampelberg · Silke Van Avermaet · Manon Stragier · Anna Koulberg | Porto RicoShara Venegas · Elaine Vázquez · Raymariely Santos · Valeria Vázquez · Stephanie Enright · Paola Rojas · Diana Reyes · Brittany Abercrombie · Neira Ortiz · Natalia Valentín · Génesis Collazo · Grace López · Pilar Marie Victoria · Nomaris Vélez |

| 4 | Colômbia    |
| 5 | França      |
| 6 | Chéquia     |
| 7 | Cazaquistão |
| 8 | Camarões    |

Fonte: Volleyball World